# توني فرانسوا
توني فرانسوا (بالإنجليزية: Tony François)‏ (11 أبريل 1971 بموريشيوس - ) هو لاعب كرة قدم موريشيوسي في مركز الهجوم. شارك مع منتخب موريشيوس لكرة القدم. أما مع النوادي، فقد لعب مع AS Rivière du Rempart ‏ ونادي بومبليموس.

## وصلات خارجية
- توني فرانسوا على موقع قاعدة بيانات كرة القدم.إي يو (الإنجليزية)
- توني فرانسوا على موقع ناشيونال فوتبول تيمز (الإنجليزية)